# Раннее христианство и переселение душ
Центральной концепцией христианского учения о посмертии является догмат о телесном воскресении и вечной жизни в восстановленных и обновлённых телах.
С первых веков христианство отвергает доктрину переселения душ. Согласно христианскому учению, душа проживает в теле одну единственную жизнь и со смертью тела ожидает второго пришествия Христа, всеобщего воскресения мёртвых и Страшного суда, на котором должна решиться дальнейшая участь человека — вечное блаженство в Царстве Бога или вечные муки в аду.
Обсуждению и критике учения о реинкарнации уделяли внимание ещё раннехристианские писатели и апологеты, противостоявшие гностицизму, в рамках которого соединялось христианское богословие с представлениями пифагореизма и неоплатонизма, и для которого идеи о реинкарнации являлись краеугольным камнем.
Точка зрения, согласно которой учение о переселении душ в христианском мире отвергалось с самого начала, поскольку вступало в противоречие с собственным христианским учением о душе и посмертии, является общепринятой среди историков и религиоведов.
Известный оккультист Е. П. Блаватская ввела в оборот идею о том, что христианство признавало доктрину реинкарнации с самого момента своего зарождения. Блаватская принимала идею реинкарнации в качестве основополагающего метафизического принципа, присущего всем религиям мира, а отсутствие её в христианстве трактовала как намеренное искажение первоначального смысла этого учения недобросовестными популяризаторами, которые «скрыли, что первоначально идея переселения душ присутствовала в учении Христа». В соответствии с этой идеей так было вплоть до Пятого Вселенского собора 553 года, когда был осуждён оригенизм. Этот альтернативный взгляд на историю получил широкое признание среди теософов конца XIX — начала XX века, а позднее был принят приверженцами движений нью-эйдж.
Настойчивые поиски идеи реинкарнации в христианстве исследователи объясняют тем, что эта идея имеет особую значимость для всей системы оккультных представлений, поскольку теософская теория существования общего ядра всех религий нуждается в обосновании, а констатация отсутствия принципиальной общности всех верований человечества ставит пропагандистов теософии в тяжёлое положение. Теософы выходят из затруднительного положения ценой полного отрицания всей системы христианского вероучения, утверждая свои представления о едином сакральном слое религиозных верований и об обязательном присутствии идеи переселения душ в первоначальном христианстве.

## Предполагаемые библейские подтверждения учения о реинкарнации
В Библии термин «реинкарнация» и доктрина о переселении душ как таковая не упоминаются.
Сторонники гипотезы «реинкарнации в христианстве» тем не менее указывают, что ряд основных доктрин различных направлений современного христианства также прямо не упоминается в Библии.
В Новом Завете существует несколько фрагментов, которые сторонники теории реинкарнации традиционно указывают в качестве ссылок на реинкарнацию. Критики этой теории указывают то, что все эти фрагменты имеют давнее и традиционное христианское понимание, не требующее концепции реинкарнации.
Далее будут рассмотрены некоторые из спорных мест.

### Илия и Иоанн Креститель
По иудейским ожиданиям Илия должен был явиться перед самым пришествием Мессии, чтобы указать Израилю на Него: «Вот Я пошлю к вам Илию пророка перед наступлением дня Господня, великого и страшного» (Мал. 4,5). Евангелисты ссылаются на пророчество об Илии не менее десяти раз, например:

Придя же в страны Кесарии Филипповой, Иисус спрашивал учеников Своих: за кого люди почитают Меня, Сына человеческого? Они сказали: одни за Иоанна Крестителя, другие за Илию, а иные за Иеремию, или же за одного из пророков (Мф. 16:13-14).

И спросили Его ученики: как же книжники говорят, что Илии надлежит прийти прежде? Иисус сказал им в ответ: правда, Илия должен прийти прежде и устроить всё, но говорю вам, что Илия уже пришёл, и не узнали его, а поступили с ним, как хотели; так и Сын человеческий пострадает от них. Тогда ученики поняли, что Он говорил им об Иоанне Крестителе (Мф. 17:10-13)

Истинно говорю вам: из рождённых жёнами не восставал больший Иоанна Крестителя; но меньший в Царстве Небесном больше его. От дней же Иоанна Крестителя доныне Царство Небесное силою берется, и употребляющие усилие восхищают его; Ибо все пророки и закон прорекли до Иоанна. И если хотите принять, он есть Илия, которому должно прийти. (Мф. 11:11-14).

#### Мнение сторонников реинкарнации
Эти пророки явно отсылают нас к реинкарнации, тогда как христианские исследователи пытаются опровергнуть это, цитируя стихи 19 и 20 Евангелия от Иоанна, где описывается, как к Иоанну Крестителю подошли иерусалимские священники и спросили его: «Ты — Илия?» Он ответил им: «Нет». Тогда они вновь спросили его: «Ты — пророк?» И он снова ответил: «Нет». Иоанн отверг всяческие попытки отождествления его с Илией, и вообще отрицал наличие у него пророческого дара. Сторонники реинкарнации указывают на то, что это вполне можно объяснить скромностью Предтечи. Когда священники дали Иоанну возможность высказаться, он процитировал пророчество Исайи (40:3): «Я — глас вопиющего в пустыне. Приготовьте пути к Господу». Иоанн не сказал священникам прямо, кто он такой. Некоторые авторы объясняют это тем, что он просто не помнил своих предыдущих воплощений.
По мнению американского публициста и религиозного деятеля гаудия-вайшнавизма Стивена Роузена,

Иоанн Креститель хотел найти более глубокий ответ, который не свёлся бы к обычному переиначиванию уже существовавшей традиции. Он был не просто Илия, но Илия, пришедший с новой, особой миссией. Хотя такое толкование может показаться надуманным, оно представляет нам единственно возможное решение спорного вопроса. Нет иного способа примирить отрицательные ответы Иоанна Крестителя с вышеприведенным высказыванием Иисуса Христа. Христианское учение основано на вере в слово Иисуса, и, поскольку он засвидетельствовал тождество Илии с Иоанном, его утверждение должно перевесить слова самого Иоанна Крестителя. Фактически, христианские богословы приняли это толкование именно потому, что им тоже кажется нелепой, и даже еретической, частичная вера в слова Иисуса.

#### Мнение противников реинкарнации
Вопрос «Не Илия ли ты» не может носить реинкарнационного смысла хотя бы потому, что, согласно библейскому повествованию, Илия не умер, его душа не рассталась с телом и, в силу этого простого обстоятельства, не могла переселиться ни в тело Елисея, ни в тело Предтечи (4 Цар. 2,11,17).
По пророчеству, Илия должен прийти накануне пришествия Мессии, чтобы предупредить о наступлении последних дней. Иоанн не собирался предрекать конец мира или падение Римской империи. Поэтому на вопрос «ты ли тот Илия», то есть последний пророк, возвещающий наступление мессианской эпохи, Иоанн отвечает «нет».
Иудеи не могли принять Мессию, перед которым не проповедовал Илия. Иисусу же для того, чтобы израильтяне могли принять Его мессианство, надо было указать на того, кто исполнил служение Илии. У Иоанна Предтечи и Илии одно служение, одна функция — указать людям на истинного Мессию. Поэтому и отождествляет их Христос — не их личности, но их служение. По евангельскому свидетельству, Иоанн проповедует «в духе и силе Илии» (Лк. 1,17) . «Дух» есть нечто иное, чем душа. О «духе Илии» Писание говорит, что «опочил дух Илии на Елисее» (4 Цар. 2,15). Елисей — прижизненный ученик Илии. Перед своим вознесением «Илия сказал Елисею: проси, что сделать тебе, прежде нежели я буду взят от тебя. И сказал Елисей: дух, который в тебе, пусть будет на мне вдвойне» (4 Цар. 2,9). Как знак передачи пророческой силы и служения Елисею оставляется плащ (милоть) Илии. «И взял милоть Илии, упавшую с него, и ударил ею по воде, и сказал: где Господь, Бог Илии, — Он Самый? И ударил по воде, и она расступилась… И увидели его сыны пророков, которые в Иерихоне, издали, и сказали: опочил дух Илии на Елисее» (4 Цар. 2, 14-15).
Христиане с самого начала именно так понимали слова об Илии и Иоанне. Это показывает, например, толкование христианского апологета II века св. Иустина Философа:

Первому явлению Христа также предшествовал вестник, то есть бывший в Илии Дух Божий, который действовал потом чрез Иоанна Пророка… — Странным мне кажется то, что ты говоришь, — сказал Трифон, — именно, что пророчественный Дух Божий, бывший в Илие, был также и в Иоанне? — Но разве ты не думаешь, — отвечал я, — что то же самое было с Иисусом, сыном Навина, принявшим начальство над народом после Моисея, когда сам Бог повелел Моисею возложить руки на Иисуса и сказал: «И Я возьму от Духа, который в тебе, и перенесу на него». — Конечно, думаю, был ответ. — Итак, — продолжал я, — если Бог ещё при жизни Моисея взял от него духа, который был на Моисее, и перенес на Иисуса, то также мог перенести его и с Илии на Иоанна.

### Слепорождённый
В другом случае, описываемом в Евангелиях, Христос и его ученики повстречали человека, слепого от рождения, и ученики спросили: «Равви! Кто согрешил, он или родители его, что родился слепым?» (Ин. 9:2).

#### Мнение сторонников реинкарнации
По мнению сторонников реинкарнации, сам факт что первые последователи Иисуса Христа задали ему такой вопрос, якобы предполагает их веру в предыдущее существование души и реинкарнацию и распространённое мнение о наказании детей за грехи родителей (Плач. 5—7). Сторонники учения о реинкарнации предполагают, что ученики Христа якобы были уверены в том, что до своего рождения слепец жил в другом теле. В противном случае, как человек, слепой с самого рождения, мог быть наказанным слепотой за якобы совершенный грех?
Ответ Христа ученикам подразумевает, что причиной болезни слепца были вовсе не грехи, совершённые им или его родителями. Он был рождён слепым для того, чтобы Иисус мог исцелить его и тем самым «умножить славу Господа». Сторонники реинкарнации указывают на то, что Иисус Христос ответил так, но не говорил, что вопрос, заданный учениками, некорректен. Из ряда библейских цитат видно, что Христос как правило указывал ученикам на то, что их вопросы неуместны. Сторонники реинкарнации также указывают, что ответ Иисуса Христа не объясняет, почему такие вещи случаются вообще. Ведь есть и другие люди, рождённые с тем же недугом.

#### Мнение противников реинкарнации
Если бы люди, спрашивавшие Христа, и верили в переселение душ, то неясно, как это может показать, что Христос разделял эту веру.
Однако вовсе не обязательно, что и вопрошавшие верили в реинкарнацию. Если по учению о реинкарнации слепорождение есть следствие грехов предыдущего воплощения, то часть вопроса про грехи родителей была бы совершенно излишней, да и сам вопрос — столь же излишним.
Ученики спрашивают Учителя, он согрешил или родители, потому что в то время в иудейской среде существовало мнение, будто ребёнок с самого зачатия уже в утробе матери имеет добрые или злые ощущения и потому может согрешить. Такие представления отразились в раввинистической литературе. Так в Мидраше Га-Гадол к Быт. 25:32 говорится, что Исав родился первым потому, что ещё в утробе он грозил Иакову, что убьёт мать, если тот не уступит ему первородство. Эти идеи получили хождение в иудейском обществе и именно их имели в виду ученики Иисуса, когда задавали вопрос Учителю. Подобные же рассуждения содержатся в раввинистических комментариях книги Бытия, которые относятся приблизительно к 400 году н. э.: различие судеб Исава и Иакова определено уже тем, что, когда Ревекка проходила мимо «капищ идолов», Исав показывал свою радость, ворочаясь у неё в утробе, а когда «она проходила мимо синагог и школ, ворочался Иаков, пытаясь выбраться наружу». И в каноническом библейском тексте встречаются упоминания о том, что ребёнку ещё до рождения (то есть во чреве матери) уже свойственны душевные движения, например радость Иоанна Предтечи при встрече его матери с Матерью Христа («взыграся младенец во чреве моем»).
Кроме того, в иудейской околобиблейской литературе есть представление об Адаме Кадмоне — об Адаме-Всечеловеке. Все души (или по крайней мере души всех евреев) существовали в Адаме, и поэтому все они согрешили в нём. Значит, вопрос мог исходить от людей, которые слышали об этой теории и теперь вот поинтересовались: страдает ли юноша во искупление своего первородного греха, или за частные грехи родителей.

## Предполагаемые библейские свидетельства против учения о реинкарнации

### Учение о воскресении против учения о перевоплощении

#### Мнение противников реинкарнации
Упоминания о посмертной участи, содержащиеся в Библии, в значительной мере основаны на представлении о воскресении, в противовес представлению о перевоплощении. Понятие «перевоплощение» в Библии совсем не встречается, понятие «воскресение» в разных контекстах встречается в ней десятки раз. Некоторые ветхозаветные упоминания о посмертии предполагали воскресение для жизни вечной, в точности так, как и у современных христиан:

Быв же при последнем издыхании, сказал: ты, мучитель, лишаешь нас настоящей жизни, но Царь мира воскресит нас, умерших за Его законы, для жизни вечной (2 Мак. 7:9).
В книге Иова излагаются следующие ветхозаветные представления о посмертии:

А я знаю, — Искупитель мой жив, и Он в последний день восставит из праха распадающуюся кожу мою сию, и я во плоти моей узрю Бога. Я узрю Его сам; мои глаза, не глаза другого, увидят Его (Иов. 19, 25-27).
Как бы ни разнились переводы и интерпретации этого библейского места, эти слова выражают надежду на встречу с Богом (в своей прежней плоти или вовсе без неё), а не на благую следующую реинкарнацию в другое тело.
Апостолом Матфеем особо подчёркивается, что не верили в воскресение только саддукеи, то есть факт неверия в воскресение заслуживал отдельного упоминания: «В тот день приступили к Нему саддукеи, которые говорят, что нет воскресения» (Мф. 22:23).
Везде, где гипотетически верящий в реинкарнацию иудей обязательно упомянул бы о перевоплощении, оно никогда не упоминается, напротив, упоминается всегда воскресение:

В то время Ирод четвертовластник услышал молву об Иисусе и сказал служащим при нём: это Иоанн Креститель; он воскрес из мертвых (Мф. 14:2).

Например, Иисус спрашивал учеников Своих: «за кого почитает Меня народ? Они сказали в ответ: за Иоанна Крестителя, а иные за Илию; другие же говорят, что один из древних пророков воскрес» (Лк. 9,18-19).
Когда Иисус принял смерть на кресте и сошёл во ад, он, по христианским представлениям, вывел из него души праведников. Некоторые из них вернулись к жизни, причём не в ином воплощении, как следовало бы из учения реинкарнации, но воскресли в своих телах:

И вот, завеса в храме раздралась надвое, сверху донизу; и земля потряслась; и камни расселись; и гробы отверзлись; и многие тела усопших святых воскресли и, выйдя из гробов по воскресении Его, вошли во святый град и явились многим. (Мф. 27:52) 
Упоминания в Ветхом и Новом Заветах о чудесных воскресениях умерших, например, 4 Цар. 8:1, Лк. 7:12-15, так же указывают не на возвращения умерших к жизни в иных телах (что согласовалось бы с учением о реинкарнации), но о воскресении в собственном теле.

### Притча о богаче и Лазаре

#### Мнение противников реинкарнации
Судьба человека в посмертии хорошо видна на примере притчи Христа о богаче и Лазаре:

19 Некоторый человек был богат, одевался в порфиру и виссон и каждый день пиршествовал блистательно.

20 Был также некоторый нищий, именем Лазарь, который лежал у ворот его в струпьях

21 и желал напитаться крошками, падающими со стола богача, и псы, приходя, лизали струпья его.

22 Умер нищий и отнесен был Ангелами на лоно Авраамово. Умер и богач, и похоронили его.

23 И в аде, будучи в муках, он поднял глаза свои, увидел вдали Авраама и Лазаря на лоне его

24 и, возопив, сказал: отче Аврааме! умилосердись надо мною и пошли Лазаря, чтобы омочил конец перста своего в воде и прохладил язык мой, ибо я мучаюсь в пламени сем.

25 Но Авраам сказал: чадо! вспомни, что ты получил уже доброе твое в жизни твоей, а Лазарь — злое; ныне же он здесь утешается, а ты страдаешь;

26 и сверх всего того между нами и вами утверждена великая пропасть, так что хотящие перейти отсюда к вам не могут, также и оттуда к нам не переходят.

27 Тогда сказал он: так прошу тебя, отче, пошли его в дом отца моего,

28 ибо у меня пять братьев; пусть он засвидетельствует им, чтобы и они не пришли в это место мучения.

29 Авраам сказал ему: у них есть Моисей и пророки; пусть слушают их.

30 Он же сказал: нет, отче Аврааме, но если кто из мертвых придет к ним, покаются.

31 Тогда [Авраам] сказал ему: если Моисея и пророков не слушают, то если бы кто и из мертвых воскрес, не поверят. Лк. 16:20
Суть притчи прекрасно соотносится с христианским учением о единственности жизни и посмертном воздаянии. С учением о реинкарнации примирить его практически невозможно.

### Притча о жене семи братьев

#### Мнение противников реинкарнации
Учение Христа о воскресении излагается в ответе на вопрос саддукеев:

23 В тот день приступили к Нему саддукеи, которые говорят, что нет воскресения, и спросили Его:

24 Учитель! Моисей сказал: если кто умрет, не имея детей, то брат его пусть возьмет за себя жену его и восстановит семя брату своему;

25 было у нас семь братьев; первый, женившись, умер и, не имея детей, оставил жену свою брату своему;

26 подобно и второй, и третий, даже до седьмого;

27 после же всех умерла и жена;

28 итак, в воскресении, которого из семи будет она женою? ибо все имели её.

29 Иисус сказал им в ответ: заблуждаетесь, не зная Писаний, ни силы Божией,

30 ибо в воскресении ни женятся, ни выходят замуж, но пребывают, как Ангелы Божии на небесах.

31 А о воскресении мертвых не читали ли вы реченного вам Богом:

32 Я Бог Авраама, и Бог Исаака, и Бог Иакова? Бог не есть Бог мертвых, но живых. (Мф. 22:23)

Если бы саддукеи и сам Христос верили в реинкарнацию, то сам вопрос, заданный Христу, был бы бессмысленным. Ведь если женщина перевоплощается и проживает множество жизней, она неизбежно имеет такое же множество супругов. Для финальной участи в посмертии количество супругов в течение какой-то одной жизни не имело бы никакого значения. Следовательно, и саддукеи, и Христос подразумевают одно единственное посмертие после одной единственной жизни, но понимают его по-разному: саддукеи не верят в телесное воскресение, а Христос ему учит.

### Послание к евреям

#### Мнение противников реинкарнации
В послании апостола Павла к евреям говорится:

24 Ибо Христос вошёл не в рукотворенное святилище, по образу истинного [устроенное], но в самое небо, чтобы предстать ныне за нас пред лице Божие,

25 и не для того, чтобы многократно приносить Себя, как первосвященник входит во святилище каждогодно с чужою кровью;

26 иначе надлежало бы Ему многократно страдать от начала мира; Он же однажды, к концу веков, явился для уничтожения греха жертвою Своею.

27 И как человекам положено однажды умереть, а потом суд,

28 так и Христос, однажды принеся Себя в жертву, чтобы подъять грехи многих, во второй раз явится не [для очищения] греха, а для ожидающих Его во спасение. (Евр. 9:24)

Слова апостола Павла не оставляют места в христианском учении для реинкарнационного цикла смертей и перерождений. Недвусмысленно сформулирована мысль о том, что человек умирает ровно один раз. Некоторые теософы интерпретируют слова «однажды умереть» как «когда-нибудь умереть». Однако такая интерпретация вступают в противоречие с полной цитатой, в которой совершенно определённо и намеренно есть сопоставление смерти человека с единственной, а не многократной смертью Христа, причём единственность жертвы Христа особо отмечается.

## Учение против реинкарнации в трудах ранних христиан
Православный богослов А. Кураев в своём исследовании данного вопроса собрал многочисленные высказывания раннехристианских писателей и отцов Церкви с критикой учения о перевоплощении:
II век
- Св. Иустин Мученик: «Разговор с Трифоном Иудеем», «I Апология», «О воскресении плоти»
- Татиан: «Увещание к эллинам»
- Ермий Философ: «Осмеяние языческих философов»
- Св. Феофил Антиохийский: «К Автолику»
- Св. Ириней Лионский: «Против ересей»
- Тертуллиан: «О душе»

III век
- Минуций Феликс: «Октавий»
- Климент Александрийский: «Строматы»
- Св. мученик Ипполит Римский: «Философские мнения или Опровержение против всех ересей», «Слово против эллинов»
- Тертуллиан: «О воскресении плоти», «Апология», «О душе»
- Ориген: «Толкование на Матфея», «Беседы на Песнь песней», «Против Цельса», «Толкования на книгу Притчей», «Трактат о воскресении»
- Св. Мефодий Олимпийский: «О воскресении, против Оригена»

IV век
- Арнобий: «Против язычников»
- Лактанций: «О творчестве Божием», «Божественные установления»
- Св. Афанасий Великий: «Житие Антония Великого»
- Св. Кирилл Иерусалимский: «Слова огласительные»
- Св. Григорий Богослов: «Слово 7. О душе»
- Св. Василий Великий: «Беседы на Шестоднев»
- Св. Григорий Нисский: «Об устроении человека», «О душе и воскресении»
- Преп. Ефрем Сирин: «Толкование на Четвероевангелие»
- Св. Амвросий Медиоланский: «О надежде воскресения»
- Святитель Филастрий Бриксийский: «Книга ересей»
- Св. Иоанн Златоуст: «Беседы на Послание к Ефесянам»
- Преп. Исидор Пелусиот: «Письмо 4»
- Св. Епифаний Кипрский: «Панарий»

V век
- Немезий, епископ Емесский, «О природе человека»
- Блаж. Иероним Стридонский: «Письмо 100. К Авиту», «Письмо 96. К Гебидие», «Книга против Иоанна Иерусалимского»
- Св. Кирилл Александрийский: «Толкование на Евангелие от Иоанна»
- Блаженный Августин: «О Граде Божием»
- Сократ Схоластик: «Церковная история»
- Блаж. Феодорит Кирский: «Уврачевание эллинских недугов», «Антиеретикон»
- Эней Газский: «Феофраст или диалог о бессмертии души и о воскресении мертвых»

VI/VII век
- Исидор Севильский (Испанский) «Этимологии»[14]

Христианские писатели довольно резко отзывались об учении о перевоплощении, используя весьма нетолерантные эпитеты: «противное вере и гибельное учение» (св. Иустин), «бабьи сказки» (Татиан), «химера, глупость, безумие, нелепость» (Ермий Философ), «вздор» (св. Феофил Антиохийский), «ущербная вера» (Минуций Феликс), «мечтания» (Климент Александрийский), «чудовищный вымысел» (Тертуллиан), «неразумное учение», «мнения, противные нашей вере», «баснословное учение», «нелепые и нечестивые басни», «догма, чуждая Церкви Божией» (Ориген), «пустословие» (св. Мефодий Олимпийский), «сказки для легковерных детей» (Лактанций), «учения, исполненные смеха, достойные осуждения и позора» (св. Кирилл Иерусалимский), «книжная забава» (св. Григорий Богослов), «бредни угрюмых философов» (св. Василий Великий), «рассуждение баснословящих», «языческие мифы», «пустословие» (св. Григорий Нисский), «непристойность» (св. Амвросий Медиоланский), «постыдное учение», «нелепости», «мифы» (св. Иоанн Златоуст), «нечестивое учение», «непозволительные и нечестивые мнения» (св. Епифаний Кипрский), «гнусное рассуждение», «басни язычников» (блаж. Иероним Стридонский), «нелепость» (св. Кирилл Александрийский), «ложь, враждебная христианской вере» (блаж. Августин), «нелепые басни» (блаж. Феодорит Кирский).
Блаженный Августин в автобиографии «Исповедь» задавался вопросом о том, как и где он был до рождения:

Был ли у меня некий период жизни, предшествовавший младенчеству? Был ли это тот период, что я провел в лоне матери, или какой-то иной? … А что было до этой жизни, о Господь моей радости, пребывал ли я где-либо, или в каком-либо теле?
После же, в своём ключевом сочинении «О граде Божьем» он резко критикует идею о предсуществовании и переселении душ, в частности, пишет:

Не гораздо ли благочестивее верить тому, чему учили апостолы? Не гораздо ли благочестивее верить, что души людей возвращаются в свои собственные тела, чем тому, что они возвращаются в тела совершенно иные? […] Если платоник Порфирий не захотел последовать мнению своих о кругообращениях и непрерывных попеременных прохождениях и возвращениях душ, или по убеждению в ложности этого мнения, или же по вниманию к временам христианским, предпочел сказать, что душа посылается в мире для познания зла, чтобы очистившись и освободившись от него она, когда возвратится к Отцу, уже ничему подобному не подвергалась, то во сколько же раз более должны мы отвращаться и удаляться от этой лжи, враждебной христианской вере? 
Ориген (185—254 года), мнения которого ещё при жизни вызывали разногласия, в своих ранних трудах высказывает идею о предсуществовании душ — доктрине, заметно отличающейся от традиционного понимания реинкарнации в индуизме или платонизме. Согласно доктрине о предсуществовании душ, души не воплощались в животных или растений — они продвигались по пути к совершенству, принимая всё более и более «просветлённые» тела в человеческих формах жизни. Ориген утверждал, что падшие души реинкарнируются в телах ангелов, в человеческих телах на земле или в более низших, демонических формах жизни, постепенно проходя череду перевоплощений в условной «лестнице иерархий» разумных существ.
В своём труде «О началах» Ориген писал:

Те разумные твари, которые согрешили и потому низверглись из своего изначального состояния в соответствии с мерой своей греховности, были в наказание облечены телами; но когда они очищаются, они снова поднимаются в своё прежнее состояние, полностью избавляясь от зла и от тел. Затем во второй и в третий раз, или многократно они снова облекаются телами в наказание. Ибо вполне возможно, что различные миры существовали и будут существовать, одни в прошлом, другие в будущем… Как следствие отпадения и охлаждения жизни в духе возникло то, что мы называем душой, которая тем не менее способна к восхождению в первоначальное состояние.— «О началах», кн. 2, гл. 8, пар. 3
В своих же поздних трудах, например, в толковании Евангелия от Матфея (а также в трудах «Беседы на Песнь песней», «Против Цельса», «Толкования на книгу Притчей», «Трактат о воскресении») Ориген полностью отвергает идею о реинкарнации и показывает её нелепость при совмещении с христианским богословием:

Допущение метемпсихозы или перевоплощения душ несовместно с кончиной мира, которую ясно утверждает Писание. Ибо если предположим, что всякая душа в течение нынешнего порядка вещей от начала и до конца мира воплощается не более как два раза, спрашивается: зачем она воплощается во второй раз? Затем ли, чтобы понести наказание за грехи первой жизни во плоти? Но если нет другого способа наказания души кроме послания её в тело, то очевидно ей пришлось бы воплощаться не два или три, а бесконечное число раз, и тогда уверению св. Писания, что небо и земля мимоидут, нет никакой возможности получить своё исполнение. Но допустим и противное, то есть что души посредством воплощений будут все более и более усовершаться и очищаться, и что постепенно все более будет возрастать число душ, не нуждающихся уже больше в телах, чем само собой приблизится наконец то время, когда живущих во плоти душ или вовсе не будет, или будет очень мало; но в таком случае как же получат своё исполнение слова Писания, которое говорит, что суд Божий застанет в живых множество грешников, и что пред кончиной мира возрастет и переполнится мера беззаконий на земле? Затем, грехи тех, которых застанет кончина мира, будут наказаны по Писанию, не перемещением из тела в тело, а совершенно иным образом. Итак, если защитники перевоплощения допускают кроме описываемых в слове Божием наказаний ещё наказание переселением в новые тела, — то пусть покажут нам причины этого двойного наказания Или же, что вернее, грешившие в телах будут нести наказание вне своих тел сами в себе в глубине собственной души своей.— «Толкование на Матфея» 13.1 // PG XIII, 1088ab и 1089bc
Толкование на Евангелие от Матфея Ориген написал незадолго до смерти (ок. 247 г.), когда ему было более шестидесяти лет, и это сочинение, скорее всего, содержит его окончательное мнение по данному вопросу.
Тем не менее, ранние идеи Оригена через несколько веков (в VI веке), нашли ряд последователей. Учение оригенистов о предсуществовании душ вызвало в Церкви сильнейшую критику. Например, в «Слове благочестивейшего императора Юстиниана к патриарху Мине» (VI век) сказано:

<…> до нас дошло, будто бы некоторые, не имеющие страха Божия в сердце и <…> оставивши божественное Писание и святых отцов <…> защищают Оригена с его учением <…>. Как такие люди могут причисляться к христианам, защищая человека, который старался передать то, что мыслили язычники, манихеи, ариане и другие еретики? <…>. Его баснословию принадлежит и то <…> мнение, <…> что разумные существа, которые согрешили и вследствие этого лишились своего прежнего состояния, по мере своих грехов, для наказания ввергаются в тела; а очистившись, опять возводятся в прежнее состояние, совершенно освободившись от зла и от тел; и опять во второй, в третий и больше раз они в наказание ввергаются в различные тела. <…> Что иное изложил Ориген, как не учение Платона, который распространял языческое безумие? <…> Чем отличается от Манихея он, который говорит, что души человеческие в наказание за грехи посланы в тела?
Отрицательное отношение к оригенизму сохранялось и впоследствии. Фотий I (Патриарх Константинопольский) писал в IX веке: 

Прочитаны книги Оригена «О Началах». <…> Здесь Ориген очень много богохульствует <…>. Говорит и другое, весьма бессмысленное и полное нечестия: пустословит о душепереселениях, об одушевлённых звёздах и о прочем, тому подобном. […] Оригена злоумного, — Евагрия же и Дидима, яко ученика Оригенова и единомысляща: ибо безумно рекоша, яко души первейши суть телес и прежде телес родишася; от еллинских начинающе повелений, прехождения душам от тела в тело учаху
Доктрина Оригена о предсуществовании душ была отвергнута Церковью на Втором Константинопольском соборе в 553 году.